# Syndicat mixte de Transport Essonne Centre
Le syndicat mixte de Transport Essonne Centre (SMITEC) était un syndicat mixte d’études qui gérait les transports en commun de quatre intercommunalités du département de l’Essonne dans la région Île-de-France.

## Historique
Le SMITEC a été créé le 3 novembre 2003. Il fait suite à l'Association pour l'harmonisation et le développement des transports en Centre Essonne (AITEC). 
Le syndicat mixte de Transport Essonne Centre a été dissout en 2016 lors de la création de la communauté d'agglomération Grand Paris Sud Seine-Essonne-Sénart qui a repris la gestion des transports sur l'ensemble territoires des communes qui ont rejoint la nouvelle communauté d'agglomération.
Identité visuelle
| Logotype du syndicat mixte Transport Essonne Centre | Le syndicat mixte Transport Essonne Centre s’est dotée d’un logotype. |

## Missions
Le SMITEC gère les transports à l’intérieur d’un territoire composé de :
- la communauté d'agglomération Évry Centre Essonne ;
- la communauté d'agglomération Seine-Essonne ;
- la communauté d'agglomération Les Lacs de l'Essonne ;
- la communauté d'agglomération Les Portes de l'Essonne.

Son territoire regroupe ainsi seize communes ayant une population approximative de trois cent mille habitants.
Le SMITEC a pour mission :
- d’organiser, d’harmoniser et de développer les transports dans son territoire ;
- de mettre en œuvre le plan local de déplacements (PLD) ;
- d’assurer les missions que lui délègue le Syndicat des transports d'Île-de-France (STIF) pour l’organisation et le développement des réseaux de transports collectifs inscrits dans son périmètre.

Stéphane Beaudet, maire de Courcouronnes, assure depuis 2003 la présidence du SMITEC.

## Les transporteurs
Le territoire du SMITEC est desservi par soixante lignes de bus appartenant aux réseaux ou sociétés de transport :
- Albatrans ;
- Keolis Seine Val-de-Marne ;
- Cars Sœur ;
- Keolis Seine Sénart
- Les Cars Bleus ;
- Noctilien ;
- Société de transport par autocars (STA) ;
- Transports Intercommunaux Centre Essonne (TICE) ;
- Transports Daniel Meyer ;
- Transdev.

## Agence Bus Centre Essonne
Le SMITEC dispose d'un bureau d'information et de vente de titres de transport : l'Agence Bus Centre Essonne. L'agence est située dans la mezzanine au premier étage de la gare d'Évry-Courcouronnes.

## Gares
Le territoire du SMITEC est desservi par les lignes C et la D du RER d'Île-de-France. Les lignes de bus du SMITEC sont en correspondance avec seize gares de ces lignes RER :
- ligne C : Athis-Mons et Juvisy ;
- ligne D : Juvisy, Viry-Châtillon, Ris-Orangis, Grand Bourg, Évry - Val-de-Seine, Grigny - Centre, Orangis - Bois de l'Épine, Évry - Courcouronnes - Centre, Bras de Fer - Évry - Génopole, Corbeil-Essonnes, Essonnes - Robinson, Villabé, Plessis-Chenet, Coudray-Montceaux et Moulin-Galant.

De par sa mission, le SMITEC est associé aux projets de développement de ces lignes et de ces gares.